# Olindo Guerrini
Olindo Guerrini (14. říjen 1845 Forlì – 21. říjen 1916 Bologna) byl italský básník. Publikoval také pod pseudonymy Lorenzo Stecchetti (pod kterým je nejznámější), Marco Balossardi nebo Argia Sbolenfi.
Narodil se ve Forlì, ale vyrostl v Ravenně, po vystudování práv se věnoval literatuře, stal se knihovníkem na Univerzitě v Bologni. Jeho hlavní dílo, básnická sbírka Postuma, vyšla v roce 1877. Publikoval ji pod jménem Stecchetti, vydával ji za výbor z pozůstalosti svého fiktivního „zemřelého“ přítele. Následovaly Polemici (1878), Alcuni canti popolari romagnoli (1890) a další díla. Jeho význam spočívá především v tom, že byl duchovním vůdcem italského verismu.

## Externí odkazy

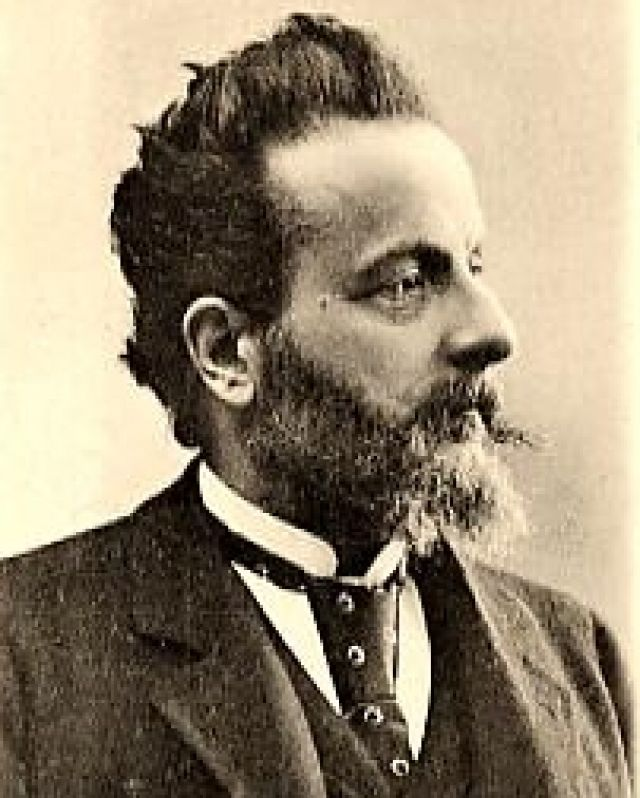
Olindo Guerrini